# نیکولسدورف
نیکولسدورف (به آلمانی: Nikolsdorf) یک منطقهٔ مسکونی در اتریش است که در لاینس واقع شده‌است. نیکولسدورف ۳۳٫۶ کیلومتر مربع مساحت دارد ۸۸۸ متر بالاتر از سطح دریا واقع شده‌است.